# Gogoselachus
Gogoselachus ("squalo dalla Formazione Gogo") è un genere estinto di pesci cartilaginei vissuto nel tardo Devoniano in Australia. È uno dei più antichi condritti devoniani ben conservati, circa 20 milioni di anni in più rispetto a Cladoselache.

## Descrizione
A differenza della maggior parte dei fossili di squali primitivi, di cui si conservano solo denti e scaglie, Gogoselachus presenta un eccezionale stato di fossilizzazione, rivelando informazioni fondamentali sull'evoluzione del tessuto cartilagineo nei pesci cartilaginei successivi, come squali, razze e chimere.
Gogoselachus era un piccolo predatore dal nuoto veloce, probabilmente specializzato nella caccia di placodermi e pesci ossei primitivi. Aveva denti insoliti, con grandi zanne circondate da molteplici cuspidi più piccole, ideali per afferrare le prede. Le sue scaglie ricordavano quelle degli acantodi, considerati antenati di tutti i pesci cartilaginei. La sua cartilagine mineralizzata e tessellata rappresenta una caratteristica unica tra gli squali primitivi.

## Scoperta
I resti di Gogoselachus furono scoperti per la prima volta nel 2005 da John A. Long nella Formazione Gogo, nella regione di Kimberley, in Australia. Si trattava del primo pesce cartilagineo noto da questa formazione in oltre 60 anni. Il fossile fu ritrovato all'interno di una concrezione rotta e comprendeva mascelle inferiori complete, scapole, archi branchiali, scaglie e denti. Durante la preparazione del fossile, la cartilagine si dissolse sorprendentemente in fretta con acido acetico, suggerendo che lo scheletro fosse composto da un tipo speciale di cartilagine mineralizzata.

## Importanza
La cartilagine di Gogoselachus differisce notevolmente da quella degli altri pesci cartilaginei e degli acantodi. Sebbene la struttura della cartilagine sia simile a quella degli squali moderni, la matrice che lega le cellule cartilaginee contiene resti di cellule ossee. Questo suggerisce che, contrariamente all'ipotesi tradizionale secondo cui i pesci cartilaginei si sarebbero evoluti prima dello sviluppo di uno scheletro osseo, essi derivano in realtà da antenati con scheletri ossei. È probabile che abbiano perso l'ossificazione scheletrica per migliorare la loro agilità e velocità, aumentando così le possibilità di sfuggire ai predatori e catturare le prede.